# Henri Wijnoldy-Daniëls
Henri Jacob Marie Wijnoldy-Daniëls (Sliedrecht, 26 novembre 1889 – Cabourg, 20 agosto 1932) è stato uno schermidore olandese, vincitore di due medaglie di bronzo nella scherma ai giochi olimpici.

## Biografia
Ha partecipato a tre edizioni dei giochi olimpici, concorrendo nelle tre specialità della scherma (fioretto, spada e sciabola), nel 1920 ad Anversa, nel 1924 a Parigi (in entrambe conquistò una medaglia di bronzo nella sciabola a squadre) e nel 1928 ad Amsterdam.

## Palmarès
In carriera ha ottenuto i seguenti risultati:
- Giochi Olimpici:

Anversa 1920: bronzo nella sciabola a squadre.
Parigi 1924: bronzo nella sciabola a squadre.
- Mondiali di scherma

Parigi 1921: bronzo nella sciabola individuale.
L'Aja 1923: bronzo nella sciabola individuale.